# Pokémon trener
U Pokémon franšizi, Pokémon trener jest osoba koja hvata divlje Pokémone koristeći Poké lopte, odgaja ih i uzgaja, te trenira za borbe s ostalim Pokémon trenerima. Glavni likovi svakog utjelovljenja Pokémon videoigara mladi su Pokémon treneri, koji imaju veliku želju postati najbolji Pokémon treneri ikada. Istaknuti Pokémon trener je i Ash Ketchum, glavni lik Pokémon animirane serije.
Termin "Pokémon trener" može se koristiti i u širem kontekstu: svaka osoba s najmanje jednim Pokémonom smatra se Pokémon trenerom. Iz tog razloga, osobe koje se bave zanimanjima usko vezanim za Pokémone, poput Pokémon koordinatora i Pokémon uzgajivača, također se mogu smatrati Pokémon trenerima.
Pokémon treneri sa sobom nose Pokédexe, koji im koriste kao alat za prepoznavanje i pamćenje Pokémona na koje su naišli, ili koje trenutačno imaju u svome timu. Proces dovršavanja čitavog Pokédexa naziva se popunjavanjem Pokédexa. Trener koji je popunio svoj Pokédex (s manjim iznimkama) naziva se Pokémon majstorom. U animiranoj seriji, Pokédex je prethodno napunjen informacijama koje trener treba kako bi identificirao pojedinog Pokémona, iako je u videoigrama ovo u potpunosti različito: igrač igru započinje s potpuno praznim Pokédexom i samostalno ga mora nadopunjivati hvatanjem svih Pokémona kako bi podaci o njima postali dostupni igraču.
Mnogi se Pokémon treneri natječu u regionalnim Pokémon ligama. Kako bi se trener mogao kvalificirati za natjecanje, mora prethodno skupiti određen broj Dvoranskih bedževa od raznih Vođa dvorana u određenoj regiji kroz borbe s njima. 
Osoba obično može postati Pokémon trener nakon navršenih deset godina života. Tada, nadležna tijela odabrana od regionalne Pokémon lige, obično Pokémon stručnjaci poput profesora Oaka, dopustit će treneru da odabere svog početnog Pokémona između tri različita Pokémona, autohtona za svako područje. Naravno, osobe koje već posjeduju Pokémona, bilo kao kućnog ljubimca ili naslijeđenog u obitelji, mogu preskočiti ovaj proces i započeti svoje putovanje s tim Pokémonom.
U videoigrama, drugi će trener, kojeg se obično naziva igračevim suparnikom, odabrati Pokémona koji ima prednost nad početnim Pokémonom kojeg je igrač odabrao. Doduše, u novim Pokémon Diamond i Pearl igrama, postoje dva igračeva suparnika i oboje biraju jednog od početnih Pokémona.

## Borbe Pokémona
Borbe Pokémona služe kao koristan način uvježbavanja Pokémona kao i glavni izvor zarade Pokémon trenera. Oslabljivanjem divljih Pokémona i njihovim hvatanjem u Poké lopte, istovremeno je i osnovni način dobivanja novih Pokémona.
Borbe Pokémona u suštini su borbe dvaju protivničkih timova Pokémon trenera, koje se odvijaju do trenutka kada tim jednog trenera onesvijesti sve članove tima drugog trenera. U normalnim borbama Pokémona (ili eliminacijskim borbama), u jednom trenutku samo se jedan član tima smije boriti, iako postoje i mnogostruke borbe, kada se na svakoj strani nalazi više Pokémona. Pravilo je da Pokémon treneri ne smiju imati više od šest Pokémona u svom aktivnom timu (ili "pri ruci"), iako ih može pratiti više od šest Pokémona (dokle god trener potvrđuje svoje vlasništvo na samo njih šestoro).
U videoigrama, trener koji pobijedi u borbi Pokémona ima pravo na novčanu nagradu od gubitničkog trenera, koja iznosi polovicu novca koje gubitnički trener trenutačno ima sa sobom. Ovo se pravilo odnosi i na samog igrača; ako igrači izgubi, polovica njegova novca nestaje. Dobiveni novac može se utrošiti u Pokémon trgovinama, supermarketima koji prodaju predmete vezane za Pokémone.
Na kraju borbe, trener koji je izgubio vjerojatno će imati onesviještene Pokémone, ili Pokémone u kritičnom stanju. U tom slučaju, treneri pokušavaju što prije doći do lokalnih Pokémon centara, mjesta s ovlašću regionalne Pokémon lige da besplatno liječe Pokémone (u videoigrama, ovo se čini na automatski način). U animiranoj seriji, Pokémon centar istovremeno služi i kao gostionice za Pokémon trenere.

## U videoigrama
U videoigrama, Pokémon treneri ponašaju se drukčije od Pokémon trenera u animiranoj seriji. Pokémon treneri posjeduju različite tipove i vrste Pokémona ovisno o njihovoj karijeri i podrijetlu. Tematski su drugačiji, i posjeduju Pokémone koji odgovaraju njihovoj osobnosti i tipu osobe.
Pokémon treneri mogu biti različiti tipovi ljudi, s danim imenima. Primjerice, u videoigrama, igrač može naići na Izletnika Kenta (Hiker Kent) ili Ljepoticu Violet (Beauty Violet). Ovakvi treneri nikada ne dobivaju vlastite strategije, već samo grupu Pokémona za svoj tip osobnosti. Kako igrač napreduje kroz igru, treneri će im se približiti i zahtijevati borbu Pokémona, bez mogućnosti na izbor. Pokémon trenere lako je pronaći na raznim numeriranim Stazama i spiljama, kao i u dvoranama, i davat će igraču i njegovim Pokémonima veću količinu iskustva od borbi s divljim Pokémonima, kao i novac ako ih igrač uspije pobijediti.
Treneri u videoigrama su poznati po određenim kvalitetama; primjerice, Bogati dečko (Rich Boy) dat će igraču veoma veliku količinu novca ako ga igrač pobijedi. Njihova imena isto tako odaju težinu i stil borbe. Ako se igrač bori s Dječakom (Youngster), moći će pretpostaviti da je neiskusan i slab. Doduše, ako igrač naiđe na Stručnjaka (Expert), morat će se pripremiti na dugotrajnu i težu borbu. Isto tako, igrač se nikada neće suočiti s PKMN trenerom. Ovaj se naziv najčešće koristi samo za igrača i njegovog suparnika.

## Vrste Pokémon trenera
Iako mnogi Pokémon treneri nemaju neke veće razlike, pojedini su pak daljnje klasificirani:
Vođa dvorane je trener koji vodi vježbaonicu za određeni tip Pokémona (ili, u izrazito rijetkim slučajevima, za miješane tipove Pokémona). Neke dvorane dobivaju ovlasti regionalne Pokémon lige, a Vođe tih vježbaonica trenerima nude Dvoranske bedževe ako ih treneri uspješno pobijede u dvoranskim borbama. U Pokémon animiranoj seriji, ovo se obično borbe Pokémona u kojoj je Vođi dvorane onemogućeno mijenjanje Pokémona, iako narav dvoranskih borbi određuje sami Vođa dvorane. U videoigrama, Vođa dvorane će igraču dati Tehnički uređaj (TM) ako ga igrač pobijedi. U animiranoj seriji, svaki Vođa dvorane posjeduje svojeg potpisnog Pokémona, koje Ash mora pobijediti.
Elitna četvorka četiri su trenera koje Pokémon trener mora pobijediti kako bi postao Šampion regionalne Pokémon lige. Trener ih mora pobijediti uzastopno, bez odmora svojih Pokémona.
Pokémon majstor je trener koji je uspješno popunio svoj Pokédex (s nekim iznimkama). U Pokémon animiranoj seriji, mnogi se treneri otisnu na avanturu sa snom da postanu Pokémon majstori, no mnogi odustanu zbog draži nekih drugih karijera ili zbog neke nepremostive zapreke. Kao alternativu, neki Pokémon treneri odluče se trenirati samo Pokémone određenog tipa, i postati majstori na taj način, skupivši svaku vrstu tog određenog tipa. U animiranoj seriji, Misty je jedna od takvih trenera, koja odabire Vodene Pokémone i pokušava skupiti svakog pojedinog Vodenog Pokémona i postati majstorica Vodenih Pokémona. U videoigrama, ovaj je zadatak nemoguće izvršiti sa samo jednom igrom - razmjena Pokémona među igračima s drukčijim verzijama igara potrebna je kako bi igrač postao Pokémon majstor. U animiranoj seriji, gdje Pokédex već sadrži podatke svih Pokémona, nikada nije rečeno što je potrebno da trener postane Pokémon majstor, iako je nekoliko trenera Elitne četvorke smatrano Pokémon majstorima.
Svi ostali treneri u videoigrama samo su obični Pokémon treneri koji koriste određeni tip Pokémona.

## Dvoranski bedževi
Cilj mnogih Pokémon trenera nije samo odgojiti snažne i moćne Pokémona (ili pomoći Pokémonima da postanu jači borci), već natjecati se u natjecanjima regionalne Pokémon lige. Kako bi se kvalificirali za natjecanje, moraju prikupiti svih osam dvoranskih bedževa.
U videoigrama, dvoranski bedž predstavlja simboličnu oznaku napretka u čitavoj igri. Ovisno o bedžu, dopušta treneru upotrebu Skrivenih uređaja (HM) koji im koriste izvan borbi Pokémona, gdje njima mogu izbjeći razne zapreke, putovati vodom ili osvijetliti mračne spilje. Dvoranskih bedževi smanjuju vjerojatnost da će snažniji Pokémoni prestati slušati naredbe svoga trenera, i radi toga služe kao znak poštovanja između trenera i njegovih Pokémona. Potrebno je osam dvoranskih bedževa za suočavanje s Elitnom četvorkom u svakoj Pokémon regiji (Kanto, Johto, Hoenn, Sinnoh itd.). U svakoj od regija nalazi se osam dvorana od kojih trener mora dobiti bedž kako bi mogao napredovati.
U animiranoj seriji, iako se pojavljuju dvorane koje se nalaze u videoigrama, postoji i više od osam dvorana, jer treneri posjeduju bedževe koji nikada nisu viđeni u videoigrama. Doduše, potrebno je samo osam bedževa kako bi se napredovalo do Pokémon lige.
U videoigrama, rečeno je da su dvoranski bedževi zapravo darovi Pokémona njihovim trenerima. Ovo zapravo predstavlja simboliku veze koju trener razvije sa svojim Pokémonima.
Dvoranski bedževi često nalikuju tipu Pokémona koje Vođa dvorana koristi u borbama, poput Mistyinog Vodopad bedža (Cascade Badge), koji nalikuje na kapljicu vode, a Misty je trenerica Vodenih Pokémona.